# Tyto javanica
Tyto javanica (лат.) — хищная птица семейства сипуховых, обитающая в Австралии и на близлежащих островах. Ранее считалась подвидом обыкновенной сипухи, но в 2016 г. была перенесена в отдельный вид.

## Описание

### Внешний вид
Общая длина птицы — 30-39 см; вес — 230—470 грамм; длина крыла — 247—300 мм: размах крыла — 79-97 см.
Небольшая светлая сова рода Tyto без «ушек»-пучков. Самки крупнее в размерах и тяжелее самцов на 25 гр; также самки и подростки заметно пятнистее, чем взрослые самцы.
У Tyto javanica аккуратное круглое лицо с небольшими чёрными глазами. Лицевой диск белый, с резко очерченными палевыми краями и клювом белого или костяного цвета. Верхняя часть тела покрыта пёстрыми серыми, рыжими и светло-золотыми узорами, бледными у головы и яркими на крыльях. Маховые и рулевые перья расчерчены блёклыми тёмно-серыми полосами на жёлто-коричневом или золотом фоне. На чистой белой нижней половине проявляются редкие тёмные пятна. Стройные ноги покрыты короткой белой шерстью и заканчиваются серо-коричневыми пальцами с тёмными загнутыми когтями.
Птенцы, покидающие родительское гнездо, практически не отличаются от взрослых по оперению, однако на их груди гораздо больше пятен.
В полёте силуэт совы практически белый, с длинными крыльями, большой головой и коротким хвостом.

### Голос
Одиночный шипящий вскрик продолжительностью в несколько секунд.

### Отличия от других видов
Аллопатрическая Золотая сипуха золотисто-рыжая, с тёмными V-образными пятнами на спине и кроющих крыльях. Tyto javanica легко спутать с симпатрической Tyto longimembris и Австралийской сипухой.

## Распространение

### Ареал
Широко распространена в Австралии, гораздо реже встречается в Тасмании. Также обитает на многих индонезийских и новогвинейских островах, на Филиппинах и островах западного Тихого океана, но на них статус птицы остаётся неопределённым.

### Места обитания
Может быть найдена на открытой местности, среди сельскохозяйственных угодий, в пригороде, городах, открытых лесах, пустошах и болотах, даже на каменистых прибрежных островах.

## Систематика
Современные орнитологи выделяют семь подвидов Tyto javanica:
| Разновидность                            | Распространение                                                                          | Отличия                                                                |
| ---------------------------------------- | ---------------------------------------------------------------------------------------- | ---------------------------------------------------------------------- |
| T. j. delicatula (Gould, 1837)           | Австралия и прибрежные острова, Малые Зондские острова, Соломоновы Острова               |                                                                        |
| T. j. meeki (Rothschild & Hartert, 1907) | Папуа — Новая Гвинея, острова Манам и Каркар                                             | Отличается от номинативного подвида коричнево-рыжим окрасом.           |
| T. j. sumbaensis (Hartert, 1897)         | остров Сумба                                                                             | Яркая оранжево-коричная спина и белый хвост с узкими тёмными полосами. |
| T. j. interposita Mayr, 1935             | острова Санта-Крус, Банкс, Вануату                                                       | Нижняя часть с оранжево-охристым градиентом.                           |
| T. j. stertens Hartert, 1929             | от Пакистана, Индии и Шри-Ланки до юго-запада Китая и Индокитая                          |                                                                        |
| T. j. javanica (Gmelin, JF, 1788)        | от Малайского полуострова к Большим Зондским островам и западным Малым Зондским Островам |                                                                        |
| T. j. crassirostris Mayr, 1935           | Архипелаг Бисмарка                                                                       |                                                                        |

## Питание
Настоящий специалист по охоте за мелкими млекопитающими, в частности за домовой мышью. Также добычей могут стать крысы, молодые кролики, летучие мыши, лягушки, мелкие птицы и насекомые. Большая часть жертв отлавливается на земле, однако птиц и летучих мышей Tyto javanica ловит прямо в воздухе.